# Fanny Ménégoz
Fanny Ménégoz est une flûtiste et compositrice française de jazz.

## Biographie
En 2018, elle créé son quartet, Nobi, qui est très bien reçu par la critique.
En 2020, elle l'intègre l'Orchestre national de jazz de Frédéric Maurin pour les programmes Dracula et Ex-machina,

## Formations musicales
Fanny Menegoz évolue au sein de plusieurs formations musicales :  
- Nobi (leader)
- Dune (co-leader)
- Surnatural Orchestra
- Michelangelo quartet
- Aquarium Orchestra
- Healing Orchestra de Paul Wacrenier
- Magic Malik Fanfare XP, composé de Magic Malik (flûte), Olivier Laisney (trompette), Pascal Mabit (Saxophone alto), Alexandre Herer (Fender Rhodes), Johan Blanc (trombone), Fanny Menegoz (flûte), Maïlys Maronne (melodica, clavier), Vincent Sauve (batterie), Nicolas Bauer (basse), Jonathan Joubert  (guitare), Kevin Lam (guitare), Daniel Moreau (clavier)[4].
- Onze heures Onze Orchestra
- Orchestre national de jazz

## Discographie

### En tant que leader ou coleader
- 2018 : Nobi  « Eloge de l’envers »  (Le petit label)
- 2018 : Dune « Mélopée » (Neuklang)
- 2021 : Dune « Voyage au creux d’un arbre » (Neuklang)

### En tant que sidewoman
- 2016 : Surnatural Orchestra, Ronde, (Surnatural Orchestra)
- 2017 : Ann 0’aro (Label Cobalt)
- 2017 : The Wolphonics « The Bridge »
- 2017 : Unklar (Discobole)
- 2019 : Utopik (Onze Heures Onze)
- 2019 : Magic Malik Fanfare XP, (Onze Heures Onze)[5]
- 2020 : Magic Malik Fanfare XP, Vol.2. (Onze Heures Onze)
- 2021 : Orchestre national de jazz, Dracula (livre-disque ONJ Records)
- 2021 : Onze Heures Onze Orchestra, Vol III (Onze Heures Onze)
- 2021 : Onze Heures Onze Orchestra, Vol IV (Onze Heures Onze)
- 2022 : Healing Orchestra « Free Jazz for the People !» (LFDS Records)